# Col de Tartaiguille
Der Col de Tartaiguille ist ein 406 Meter hoher Gebirgspass in den Ausläufern der französischen Alpen. Er verbindet die Gemeinde Marsanne mit der D113 über den Col du Devès das südliche Roynac mit dem nördlichen Grane verbindet.

## Lage und Streckenführung
Der Col de Tartaiguille liegt im Département Drôme. Er ist Teil der Provenzalischen Voralpen und befindet sich in der Naturlandschaft Diois.
Die Auffahrt erfolgt aus südwestlicher Richtung über die D105, wobei Marsanne als Ausgangspunkt dient. Der 3,6 Kilometer lange Anstieg weist jedoch nur eine durchschnittliche Steigung von 3,5 % auf. Die Straße verläuft dabei meist gerade.
Alternativ kann der Col de Tartaiguille auch über den Col du Devès erreicht werden, der Roynac mit Grane verbindet. Der Abzweiger zum Col de Tartaiguille befindet sich dabei nördlich der Passhöhe des Col du Devès.

## Radsport
Im Jahr 2025 führte die Tour de France im Rahmen der 17. Etappe erstmals über den Col de Tartaiguille. Die Auffahrt erfolgte dabei von Marsanne, wobei auf der Passhöhe eine Bergwertung der 4. Kategorie abgenommen wurde.
| Jahr | Etappe     | Bergwertung  | Fahrer            | Auffahrt       |
| ---- | ---------- | ------------ | ----------------- | -------------- |
| 2025 | 17. Etappe | 4. Kategorie | Vincenzo Albanese | Süd (Marsanne) |